# Bjørn Spiro
Bjørn Spiro (né le 20 mars 1909 à Frederiksberg; mort le 1er juin 1999 ) fut un acteur danois.

## Filmographie

### Cinéma
- 1914 : Le Mystérieux X : Yngste søn, Johnny
- 1933 : 5 raske piger : Påtrængende mand
- 1937 : Der var engang en Vicevært : Sagfører Birck
- 1939 : De tre måske fire : Ansat på fiskefabrik
- 1939 : Skilsmissens børn
- 1942 : Damen med de lyse Handsker
- 1943 : Kriminalassistent Bloch : Journalist Nielsen
- 1943 : Moster fra Mols : Svindler (non crédité)
- 1945 : La terre sera rouge : Tysk sous officier
- 1946 : Op med lille Martha : Folketingets formand
- 1950 : Lyn-fotografen : Ali
- 1951 : Mød mig paa Cassiopeia : Vred Tichinafar (non crédité)
- 1954 : Jan går til filmen : Wolfgang
- 1954 : Kongeligt besøg : Kongens ledsager
- 1955 : Altid ballade : Rosas dansepartner
- 1955 : Escape from Terror
- 1955 : Mod og mandshjerte : Bedemand Graversen
- 1956 : Far til fire i byen : Hundeejer Jensen (non crédité)
- 1956 : Kispus : Overtjener
- 1956 : Vi som går stjernevejen : Forpagter ved Amandas sang
- 1957 : Laan mig din kone : Politibetjenten
- 1957 : Night Girls : Tjener
- 1957 : Skovridergaarden : Musiklæreren
- 1958 : Pigen og vandpytten : Betjent
- 1959 : Helle for Helene
- 1959 : Poeten og Lillemor
- 1959 : Vi er allesammen tossede : Politiassistenten
- 1960 : Det skete på Møllegården : Tolder på båd
- 1960 : Forelsket i København : Dirigent
- 1960 : Skibet er ladet med : Grænsevagt i Piratia
- 1960 : Tro, håb og trolddom : Betjent
- 1961 : Cirkus Buster : Magiker Reimuss
- 1961 : Gøngehøvdingen : Adelsmand
- 1961 : Mine tossede drenge : Tjener
- 1961 : Soldaterkammerater på efterårsmanøvre : Tjener (non crédité)
- 1961 : Stöten : Barman in Copenhagen (non crédité)
- 1962 : Den kære familie : Cabaretgæst
- 1962 : Soldaterkammerater på sjov : Nielsen (non crédité)
- 1962 : Svinedrengen og prinsessen på ærten
- 1963 : Dronningens vagtmester : Svensk soldat
- 1963 : Pigen og pressefotografen : Bodyguard (non crédité)
- 1964 : Don Olsen kommer til byen : Overbetjenten
- 1964 : Majorens oppasser : Ministerchauffør (non crédité)
- 1964 : Måske i morgen : Tjeneren
- 1964 : Når enden er go' : Kustode
- 1964 : Sommer i Tyrol : Krogæst med mustace
- 1964 : Tine : 2. Kaptajn
- 1965 : En ven i bolignøden : Fyrsten
- 1965 : Flådens friske fyre : Grenaas kaptajn (non crédité)
- 1965 : Passer passer piger : S-Togsrejsende (non crédité)
- 1965 : Slå først Frede! : Gangster (non crédité)
- 1966 : Gys og gæve tanter : Madsen
- 1966 : Nu stiger den : Læge 1.
- 1966 : Pigen og greven : Sælger af mejetærsker (non crédité)
- 1966 : Slap af Frede! : Leonardo (non crédité)
- 1967 : Jeg er sgu min egen : Butleren
- 1967 : Mig og min lillebror : Tysk turist (non crédité)
- 1967 : Min kones ferie : Lensbaron
- 1967 : Onkel Joakims hemmelighed : Tjener på fransk hotel (non crédité)
- 1968 : Mig og min lillebror og storsmuglerne : Arrestforvareren
- 1968 : Olsen-banden : Mand der bliver skygget (non crédité)
- 1968 : Uden en trævl
- 1970 : Bedroom Mazurka : Von de Nee (non crédité)
- 1970 : Præriens skrappe drenge : Indianerhøvding (non crédité)
- 1972 : Olsen-bandens store kup : Bankchauffør (non crédité)

### Courts-métrages
- 1960 : Telefonen ringer

### Télévision

#### Séries télévisées
- 1970 : Huset på Christianshavn : Politibetjent

#### Téléfilms
- 1955 : Ole Lukøje : Vægter #1
- 1963 : Tony tegner en hest : Herre
- 1970 : Dimensionspigen
- 1970 : Svend, Knud og Valdemar : Herr Schønemann (Kong Knud Magnussen)
- 1971 : Slå først Jensen : Mand på kontor
- 1972 : Sejle op ad åen : Overtjener
- 1977 : Troubadouren : 1. ældre sanger